# Observatoire de Berlin
L’Observatoire de Berlin était un observatoire construit par Karl Friedrich Schinkel en 1832-1835.

## Histoire
L'Observatoire de Berlin trouve ses origines en 1700, quand Gottfried Wilhelm Leibniz fonda la « Société brandebourgeoise », qui devint plus tard l'Académie des sciences de Berlin. Bien que l'observatoire original a été bâti à l'extérieur de la ville, cette dernière s'étendit tellement qu'après deux siècles, l'observatoire se trouvait entouré d'autres constructions qui rendaient les observations très difficiles. Aussi, l'observatoire fut-il déplacé à Babelsberg en 1913.

## Chercheurs
Des astronomes renommés comme Johann Franz Encke, Friedrich Wilhelm Bessel et Johann Gottfried Galle y ont travaillé.

## Découvertes importantes
C'est ici que Johann Gottfried Galle découvrit la planète Neptune en 1846.

## Anciens directeurs
Les directeurs de l'observatoire de Berlin :
- 1700 à 1710 : Gottfried Kirch (1639-1710) ;
- 1710 à 1716 : Johann Heinrich Hoffmann (de) (1669-1716) ;
- 1716 à 1740 : Christfried Kirch (1694-1740) ;
- 1740 à 1745 : Johann Wilhelm Wagner (de) (1681-1745) ;
- 1745 à 1749 : August Nathanael Grischow (de) (1726-1760) ;
- 1752 : Jérôme Lalande (1732-1807) ;
- 1754 à 1755 : Johann Kies (de) (1713-1781) ;
- 1755 : Franz Maria Aepinus (1724-1802) ;
- 1756 à 1758 : Johann Jakob Huber (de) (1733-1798) ;
- 1758 : Johann Albert Euler (1734-1800) ;
- 1764 à 1787 : Johann III. Bernoulli (1744-1807) ;
- 1787 à 1825 : Johann Elert Bode (1747-1826) ;
- 1825 à 1863 : Johann Franz Encke (1791-1865) ;
- 1865 à 1874 : Wilhelm Julius Foerster (1832-1921) ;
- 1874 à 1895 : Friedrich Tietjen (1832-1895) ;
- 1896 à 1909 : Julius Bauschinger (1860-1934) ;
- 1909 à 1922 : Fritz Cohn (de) (1866-1922) ;
- 1924 à 1954 : August Kopff (1882-1960) ;
- 1955 à 1985 : Walter Ernst Fricke (de) (1915-1988) ;
- 1985 à 2004 : Roland Wielen ;
- 2004 : Joachim Wambsganß (de) (1961-) ;
- 2007 : Eva K. Grebel (zusätzliche Direktorin).